# Kempapura Agrahara, Nelamangala
Kempapura Agrahara là một làng thuộc tehsil Nelamangala, huyện Bangalore Rural, bang Karnataka, Ấn Độ.